# Meliosma recurvata
Meliosma recurvata är en tvåhjärtbladig växtart som beskrevs av Ignatz Urban. Meliosma recurvata ingår i släktet Meliosma och familjen Sabiaceae. Inga underarter finns listade.